# 黄蹼洋海燕
黄蹼洋海燕（学名：Oceanites oceanicus）是海燕科的一种小型海鸟。是全球最广为分布的鸟类之一，主要生活在南半球的极地附近，夏季也会向北迁徙到北半球。估计全球有超过五千万对黄蹼洋海燕。黄蹼洋海燕的英文名为Wilson's storm petrel，用以纪念一位美籍苏格兰鸟类学家Alexander Wilson。

## 外观
黄蹼洋海燕是一种小型海鸟，体长16-18.5厘米，翼展38-42厘米。除了臀部和侧腹部为白色之外，其余全身羽毛均为深棕色。黄蹼洋海燕的翼下有明显的浅色条带状纹路。指间的蹼呈黄色，亚成体的蹼上有黑色斑点。

## 分布
黄蹼洋海燕在南极洲的海岸线及附近岛屿上繁殖。非繁殖期时，他们则是生活在大海上，当南半球的冬季来临时则会北上。相比太平洋，他们在大西洋更加常见。在非繁殖期时，黄蹼洋海燕是一种典型的远洋鸟类，再加上他们的繁殖地处南极，因此人们平时很难在陆地上看到他们。

## 行为
和其他很多鹱类一样，黄蹼洋海燕常贴近海平面低飞，捕食海面附近的猎物。即使风平浪静，他们也能利用海浪鼓起的微风飞行，并使用长腿帮助稳定身形。黄蹼洋海燕是高度群居的动物，也会跟随海船飞行。当他们觅食时会发出轻微的吱吱声。他们主要以海面的浮游无脊椎动物为食，很少跳入水里抓捕猎物。有时也会捕猎3-8厘米的小鱼。
黄蹼洋海燕的平均体重为40克，是南极最小的温血动物。他们在靠近大海的岩缝或小洞穴里筑巢繁殖，一次只产一枚卵。有时候，鸟巢会被积雪覆盖而被毁，甚至有时幼鸟也会因此死亡。在繁殖地，黄蹼洋海燕是严格的夜行性动物，甚至还会避免在月光明亮的夜晚外出，以逃避鸥和贼鸥的捕食。雌雄亲鸟均会喂养幼鸟。成鸟可以通过气味在黑暗中找到自己的巢。